# Vertreibung von Juden aus arabischen und islamischen Ländern

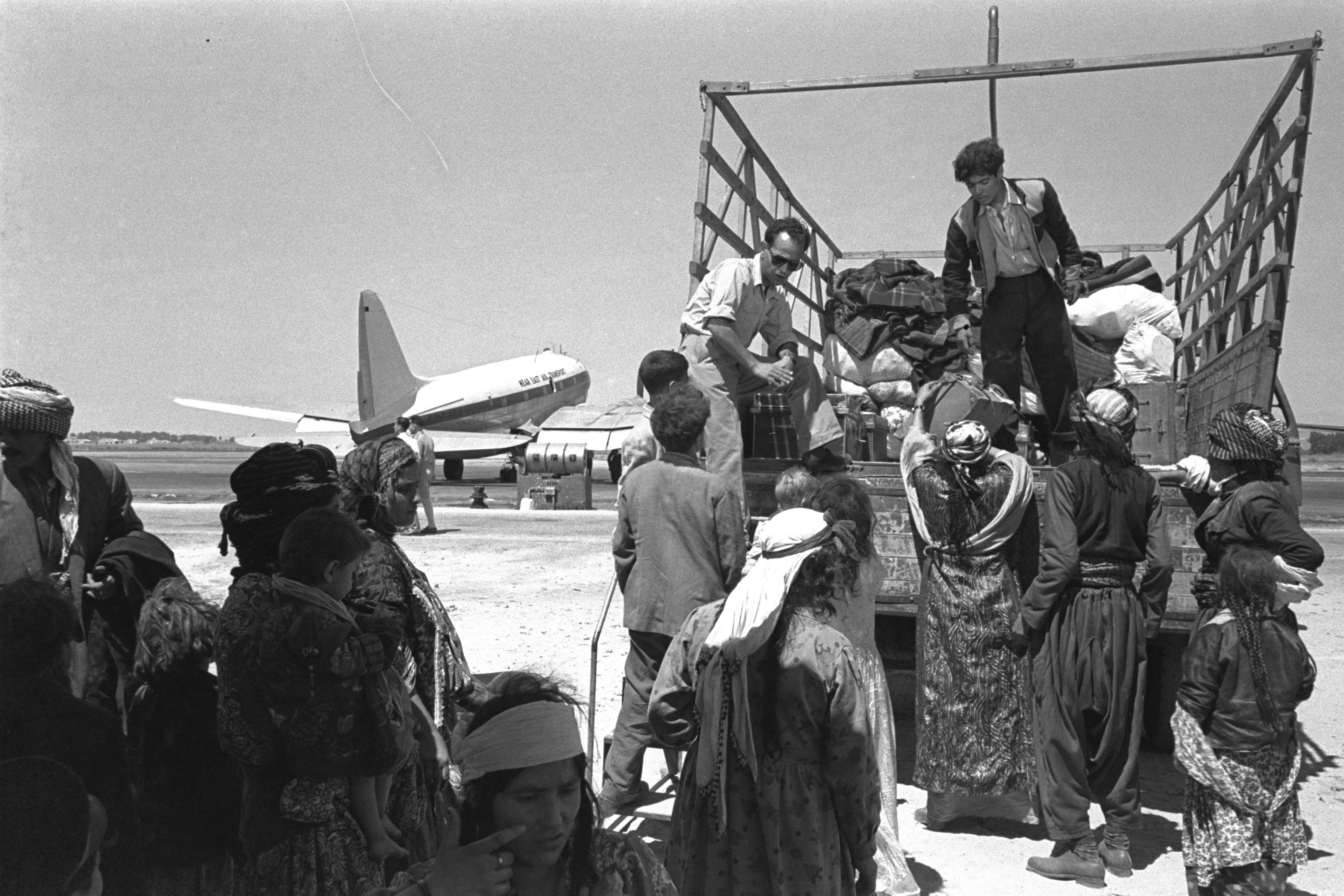
Irakische Juden verlassen den Flughafen Lod (Israel) auf ihrem Weg zum ma'abara-Transitlager (1951).

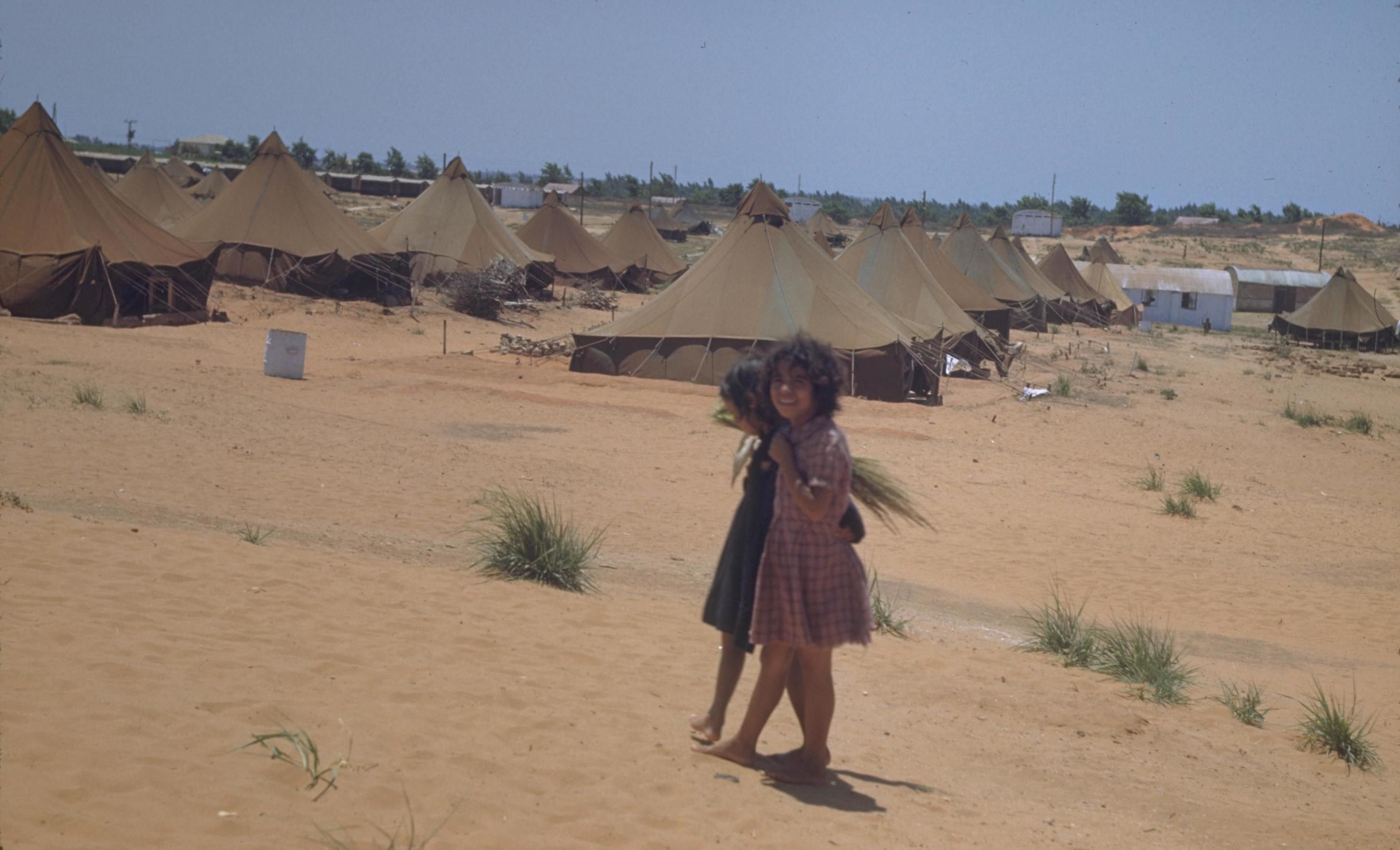
Bet-Lid-Flüchtlingslager (Israel 1950)

Die Vertreibung von Juden aus arabischen und islamischen Ländern (hebräisch יציאת יהודים ממדינות ערב Yetziat yehudim mi-medinot Arav; arabisch التهجير الجماعي لليهود من الدول العربية والإسلامية at-tahdschīr al-Dschamāʻī lil-yahūd min ad-duwal al-ʻarabīya wal-islāmīya) umfasste sowohl Flucht als auch Vertreibung von 850.000 Juden hauptsächlich misrachischer und sefardischer Herkunft aus arabischen und islamisch geprägten Ländern von 1948 bis in die 1970er Jahre, die abgeschwächt bis heute anhalten. Dadurch erloschen teils Jahrtausende alte jüdische Gemeinden. Sie wird auch jüdische Nakba genannt, womit auf Parallelen zwischen dem Schicksal der jüdischen Flüchtlinge des Nahostkonfliktes und dem als Nakba bezeichneten Schicksal der palästinensischen Flüchtlinge hingewiesen werden soll.

## Hintergrund
Wie Christen, Zarathustrier und andere Leute des Buches waren auch die Juden in muslimischen Ländern seit dem Aufkommen des Islam nach dem Recht der Dhimma gegen Zahlung von Schutzgeld geduldet, wenngleich sie weniger Rechte hatten als Muslime. Obwohl die Abwanderung von Juden aus dem Nahen Osten und Nordafrika bereits im späten 19. Jahrhundert begann, blieb sie bis zum Palästinakrieg (1948) gering. Die Idee des Zionismus und des jüdischen Staates machte nur auf eine Minderheit der Juden dieser Länder Eindruck. Nach dem Palästinakrieg und der Gründung des Staates Israel im Jahre 1948 verschlechterten sich die Lebensbedingungen der Juden in diesen Ländern jedoch erheblich; in vielen Staaten kam es zu Bombenattentaten, wie dem Angriff auf die Menarscha-Synagoge, Pogromen wie dem von Tripolis 1948, Verhaftungen, Folter, Enteignungen und Massenausweisungen von Juden. Eine Drohrede hoher islamischer Geistlicher an der al-Azhar-Universität unmittelbar nach dem UN-Teilungsplan (1947) löste Gewaltakte gegen jüdische Gemeinden in vielen arabischen und islamischen Staaten aus.
Vom Anfang des Krieges 1948 zwischen Israel und den arabischen Staaten bis in die frühen 1970er Jahre wurden zwischen 800.000 und einer Million Juden aus ihren Heimatgebieten in den arabischen Staaten vertrieben oder mussten flüchten. Allein zwischen 1948 und 1951 kamen 260.000 von ihnen nach Israel und stellten damit 56 % aller Einwanderer in dem neu gegründeten Staat. 600.000 Juden aus arabischen und muslimischen Ländern konnten Israel noch bis 1972 erreichen.
Zum Zeitpunkt des Jom-Kippur-Krieges von 1973 existierte praktisch keine jüdische Gemeinde mehr in der gesamten arabischen Welt sowie in Pakistan und Afghanistan. Bis 2002 machten Juden aus arabischen Ländern und ihre Nachkommen fast die Hälfte der Bevölkerung Israels aus.

## Ursachen
Neben Flucht vor Antizionismus, Antijudaismus und Antisemitismus, militärischen Zwangsmaßnahmen, politischer Instabilität, Verfolgung und Vertreibung wollten einige Auswanderer auch ihrer zionistischen Sehnsucht folgen oder einen besseren wirtschaftlichen Status sowie eine gesicherte Heimat in Europa und Amerika erreichen. Ein bedeutender Teil der Juden flüchtete wegen politischer Unsicherheit und des Aufstiegs des arabischen Nationalismus, sowie später wegen der Politik der arabischen Regierungen, welche die Judenvertreibungen als eine von der Bevölkerungsmasse gewollte Vergeltungsmaßnahme für die arabischen Flüchtlinge aus Palästina darzustellen versuchten.
Daneben gab es auch wirtschaftliche Gründe für die systematische Vertreibungspolitik. Viele Juden wurden dazu angehalten, ihr Eigentum in ihren Heimatländern, aus denen sie flüchteten, zu verkaufen oder aufzugeben, manche wurden auch staatlicherseits enteignet.

## Juden in arabischen Ländern ab 1947

### Nach Land

#### Maghreb

##### Libyen
Die meisten libyschen Juden flohen bis 1951 nach Israel; den Verbliebenen wurde 1961 die libysche Staatsbürgerschaft entzogen und die Restgemeinde wurde als Folge des Sechstagekrieges schließlich nach Italien gebracht.

##### Algerien
Algerische Juden besaßen seit dem Décret Crémieux von 1870 die französische Staatsbürgerschaft, weshalb die meisten von ihnen in Folge des Algerienkrieges nach Frankreich zogen.

##### Marokko
Infolge der Pogrome von Oujda und Jerada begannen marokkanische Juden 1948 ihr Land zu verlassen; der größte Teil der Gemeinschaft floh jedoch erst in den 1960er Jahren nach Frankreich, Kanada und Israel.

##### Tunesien
Die tunesischen Juden verließen Tunesien zwischen 1948 und 1973, die meisten jedoch zwischen 1956 und 1966. Viele ließen sich in Frankreich, einige in Israel und Kanada nieder. Juden aus Nordafrika, die nach Frankreich emigrierten, erhielten automatisch die französische Staatsbürgerschaft.

#### Nahost

##### Jemen
Fast alle jemenitischen Juden wurden 1949 bis 1950 in der Operation fliegender Teppich aus Angst um ihre Sicherheit evakuiert.

##### Irak
Irakische und kurdische Juden wurden 1950 zunächst von der irakischen Regierung „ermutigt“, das Land zu verlassen, worauf die Regierung 1951 „die Vertreibung derjenigen Juden, die sich weigerten eine Erklärung des Antizionismus zu unterzeichnen“, anordnete.

##### Ägypten
Die Juden Ägyptens wurden bereits 1948 zum Auswandern genötigt, und die meisten verbliebenen, etwa 21.000, wurden im Jahre 1956 offen staatlicherseits vertrieben.

##### Libanon
Der Libanon war der einzige arabische Staat, der nach 1948 eine temporäre Zunahme seiner jüdischen Bevölkerungszahl erlebte, was an den Flüchtlingsströmen aus anderen arabischen Ländern lag. Allerdings schrumpfte die jüdische Gemeinschaft des Libanon in der Folge ebenfalls aufgrund der Feindschaften im Bürgerkrieg im Libanon.

### Bevölkerung
| Land oder Gebiet                                  | jüdische Bevölkerung 1948 | jüdische Bevölkerung 1960 | jüdische Bevölkerung 1972 | jüdische Bevölkerung heute     |
| ------------------------------------------------- | ------------------------- | ------------------------- | ------------------------- | ------------------------------ |
| Marokko                                           | 250.000–265.000           | 200.000                   | 31.000                    | 3.500 (2022)                   |
| Algerien                                          | 140.000                   | 130.000                   | 1.000                     | <200 (2022)                    |
| Tunesien                                          | 50.000–105.000            | 65.000                    | 8.000                     | 1.500 (2022)                   |
| Libyen                                            | 35.000–38.000             | 3.750                     | 50                        | 0                              |
| Maghreb insgesamt                                 | 475.000–548.000           | 398.750                   | 40.050                    | 5.000–5.200                    |
| Irak                                              | 135.000–140.000           | 6.000                     | 500                       | 4–250 (2022)                   |
| Ägypten                                           | 75.000–80.000             | 13.500                    | 500                       | 6–10 (2021)                    |
| Jemen und Aden                                    | 53.000–63.000             | 3.500                     | 500                       | 7 (2021)                       |
| Syrien                                            | 15.000–30.000             | 5.000                     | 4.000                     | 0 (2020)                       |
| Libanon                                           | 5.000–20.000              | 7.000                     | 2.000                     | 70–100 (2022)                  |
| Bahrain                                           | 550–600                   |                           |                           | 20–40 (2022)                   |
| Sudan                                             | 350                       |                           |                           | mindestens eine Familie (2022) |
| Arabische Länder insgesamt (Maghreb eingerechnet) | 758.350–881.350           | 433.750                   | 47.550                    | 5.107–5.607                    |

## Vertreibung aus anderen muslimischen Ländern
Unter den nichtarabischen muslimischen Ländern erreichte die Fluchtwelle der iranischen Juden nach der Islamischen Revolution 1979 ihren Höhepunkt, als über 80 % der Juden im Iran im Zuge des Krieges mit dem Irak in die Vereinigten Staaten sowie nach Israel flohen. Türkische Juden wanderten hauptsächlich aus wirtschaftlichen Gründen oder zionistischer Motivation aus; in den 1990er Jahren jedoch verursachten zunehmende terroristische Attacken gegen Juden Sicherheitsbedenken mit dem Ergebnis, dass erneut viele Juden nach Israel auswanderten.
| Land oder Gebiet | jüdische Bevölkerung 1948 | jüdische Bevölkerung 1960 | jüdische Bevölkerung 1971 | jüdische Bevölkerung 2008               |
| ---------------- | ------------------------- | ------------------------- | ------------------------- | --------------------------------------- |
| Afghanistan      | 5.000                     | 4000                      | 500                       | 1                                       |
| Bangladesch      | unbekannt                 |                           |                           | 175 bis 3.500                           |
| Iran             | 140.000–150.000           | 80.000                    | 80.000                    | 10.800                                  |
| Pakistan         | 2.000–2.500               | 400                       | 250                       | Kleine Gemeinde in Karatschi, etwa 200. |
| Türkei           | 80.000                    | 50.000                    | 30.000                    | 17.800                                  |
| Gesamt           | 202.000–282.500           | 134.400                   | 110.750                   | 32.100                                  |

## Integration in Israel

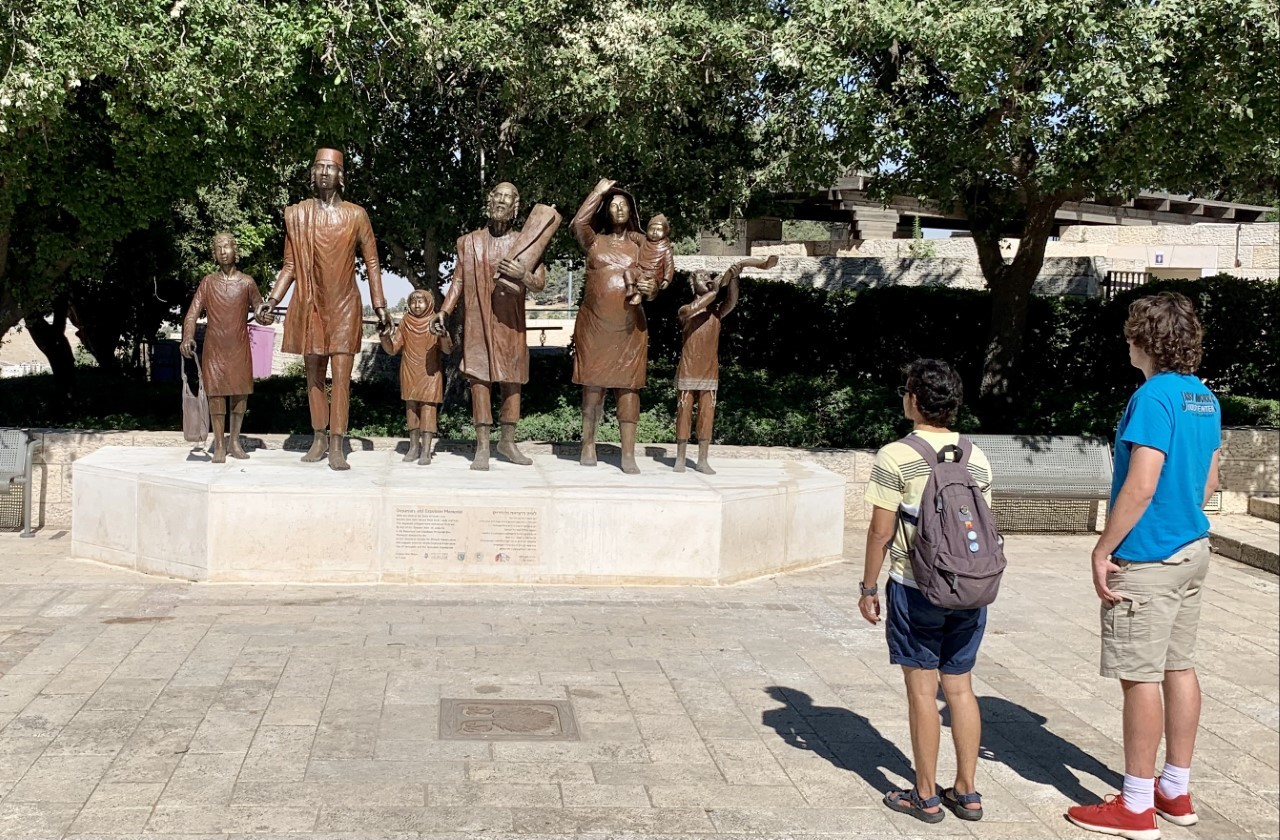
Das Denkmal zur Vertreibung und Flucht der Juden aus arabischen Ländern und dem Iran, auf der Scherower-Promenade in Jerusalem (2021)

Nach der Ankunft in Israel wurden zahlreiche Juden aus arabischen und islamischen Ländern zunächst in Auffanglagern (Ma'abarot) untergebracht und später im ganzen Land verteilt, wobei viele in Entwicklungsstädten angesiedelt wurden. Anders als die palästinensischen Flüchtlinge des Nahostkonfliktes, die in ihren arabischen Aufnahmestaaten meist weder Staatsbürgerschaft noch Arbeitserlaubnis erhielten und teilweise bis heute in Lagern ghettoisiert werden, konnten die Mizrachim meist vollständig in die zuvor aschkenasisch geprägte Mehrheitsgesellschaft Israels integriert werden, auch wenn sie lange Zeit in politischen, wirtschaftlichen und militärischen Führungspositionen unterrepräsentiert waren. Dies änderte sich aber in den späten 1970er Jahren mit dem Aufstieg der konservativen Partei Likud, deren Anhängerschaft und Führungspersonal sich überwiegend aus Mizrachim zusammensetzte. Aufgrund der Zersplitterung der israelischen Parteienlandschaft seit den 1990er Jahren und der sukzessiven Vermischung von Aschkenasim und Mizrachim sind sozialer Status und politische Einstellungen mittlerweile weitgehend unabhängig von der Herkunft.
Am 23. Juni 2014 hat das israelische Parlament ein Gesetz verabschiedet, das den 30. November als jährlichen landesweiten Gedenktag der Vertreibung von Juden aus den arabischen Ländern und dem Iran im 20. Jahrhundert festlegt.

## „Jüdische Nakba“
Bereits 1951, anlässlich der Beschlagnahme des zurückgelassenen Eigentums von aus dem Irak geflohenen Juden durch die dortige Regierung, wurde von israelischer Seite das Schicksal der jüdischen Flüchtlinge als wesensgleiches Gegenstück zu dem der palästinensischen Opfer des Nahostkonfliktes betrachtet. Der israelische Außenminister Mosche Scharet erklärte zu palästinensischen Entschädigungsforderungen für bei der Nakba zurückgelassenen Besitz, dass die wechselseitigen Forderungen miteinander aufzurechnen seien.
Inzwischen werden die Vertreibungen gelegentlich auch als „jüdische Nakba“ bezeichnet. Ben-Dror Yemini, ein israelischer Journalist jemenitischer Abstammung, die in Ägypten geborene Schriftstellerin und Friedensforscherin Ada Aharoni sowie der ehemalige kanadische Justizminister Irwin Cotler verwenden diesen Ausdruck bzw. doppelte Nakba. Damit wird auf Parallelen zwischen der Vertreibung von Juden aus arabischen Ländern und der Flucht und Vertreibung der etwa 700.000 arabischen Palästinenser bei der Gründung des Staates Israel hingewiesen, derer die Palästinenser jährlich am Nakba-Tag gedenken.

## UNO-Resolutionen zu jüdischen und palästinensischen Flüchtlingen
Seit 1947 wurden über 1000 UNO-Resolutionen zum arabisch-israelischen Konflikt verabschiedet. Mehr als 170 davon behandeln das Schicksal der 750.000 palästinensischen Flüchtlinge und ihrer Nachkommen. Keine einzige beschäftigt sich mit dem Schicksal jüdischer Flüchtlinge aus den arabischen Ländern und dem Iran und ihrer Nachkommen.
Der Politologe Stephan Grigat sieht darin ein „antiisraelisches Agieren der Vereinten Nationen“.

## Filme
- I Miss The Sun (1984), USA, Mary Hilawani (Produktion und Regie)
- The Dhimmis: To Be a Jew in Arab Lands (1987), Baruch Gitlis (Regisseur) und David Goldstein (Produzent).
- The Forgotten Refugees (2005) ist ein Dokumentarfilm des The David Project.
- The Silent Exodus (2004) von Pierre Rehov.
- The Last Jews of Libya (2007).
- The Farhud (2008) ist ein Dokumentarfilm von Itzhak Halutzi.